# Ауди Куатро
„Ауди Куатро“ (Audi quattro) е модел спортни автомобили (сегмент S) на германския производител „Ауди“. „Ауди“ нарича използвания в модела вариант на всеприводно задвижване, а оттам и самия модел, quattro, което на италиански означава „четири“. В периода 1980 – 1991 г. са произведени общо 11 452 екземпляра „Ауди Куатро“.

## Предистория
Още в средата на 60-те години са произведени шосейни автомобили с постоянно задвижване на четирите колела от Ferguson Research, но те са сравнително малко на брой и нямат особен успех, като например Jensen FF (320 екземпляра) и Ford Zephyr (22 екземпляра за британската полиция).
По време на тестове във Финландия през 1977 г., ръководителят на отдела за тестове Йорг Бензингер установява, че придружаващият автомобил, каран от него – джип Volkswagen Iltis със задвижване на четирите колела, произвеждан предимно за армията, е по-бърз в зимни условия дори от тестваните лимузини. След края на тестовете Бензингер убеждава шефовете си да започне разработването на прототип на базата на Audi 80, в който да използва постоянно задвижване 4х4. През 1978 г. готовият прототип е представен на ръководството на Volkswagen по време на тестове на зимни гуми и вериги в Австрия. Прототипът успява да изкачи заснежения наклон с летни гуми. През лятото на същата година се провежда друг тест, в който прототипът единствен от всички други автомобили успява да изкачи мокра ливада с голям наклон. Скоро след това е дадена зелена светлина за серийното производство. Официалното представяне на Audi quattro пред широка публика става на автомобилния салон в Женева през март 1980 г. Автомобилът е описан като сензация в пресата по целия свят.

## Характеристики
Каросерията на Audi quattro е базирана на тази на Audi Coupé, което от своя страна представлява модифицирано Audi 80 с две врати и полегата задница. Визуално Audi quattro се различава от Audi Coupé със своите по-широки калници, по-обемни брони и заден спойлер.
През различните години на производство не са правени генерални промени във визията на колата. В интериора аналоговите инструменти са заменени от дигитални със зелен цвят през 1983 г., а през 1988 г. цветът става оранжев. От 1985 г. арматурното табло, кормилото и централната конзола са с променен дизайн. Външно, двойните фарове са заменени от единични през 1983 г. Моделът от 1985 г., който се води като фейслифт модел, фаровете отново са с променен дизайн, както и решетката и други детайли.

### Двигатели
Любители на марката често наричат колите WR quattro, MB quattro, WX quattro и RR (или 20V) quattro. Това са заводските обозначения на различните двигатели. Всички те са петцилиндрови редови турбодвигатели.
| Модел                 | Години      | Обем     | Мощност           |
| --------------------- | ----------- | -------- | ----------------- |
| Audi quattro WR       | 1980 – 1987 | 2144 cm³ | 147 kW (200 к.с.) |
| Audi quattro WX       | 1984 – 1988 | 2144 cm³ | 119 kW (162 к.с.) |
| Audi quattro MB       | 1987-       | 2226 cm³ | 147 kW (200 к.с.) |
| Audi quattro RR (20V) | 1989 – 1991 | 2226 cm³ | 162 kW (220 к.с.) |

## Варианти

### Audi Sport quattro
През 1984 г. на пазара се появява моделът Audi Sport quattro. Той е наричан Късия, защото междуосието му е скъсено с 32 cm. Причината за пускането на Audi Sport quattro в продажба е участието на състезателен модел на негова база в клас Б на Световния рали шампионат. Едно от изискванията за участие в този клас е моделът да бъде произведен в минимум 200 броя. Затова на пазара се появяват 220 „цивилни“ Audi Sport quattro.

### Audi Sport quattro S1
Audi Sport quattro S1 е наследникът на Sport quattro. Произведени са 20 екземпляра, които са предназначени за заводския отбор на Audi. Audi Sport quattro S1 Pikes Peak е топ-версията на модела. Има 600 к.с. и множество спойлери. С този модел Валтер Рьорл печели състезанието Pikes Peak International Hill Climb с рекордно време.

### Модели, произведени от други фирми
Фирмата „Treser“, основана от Валтер Трезер, създава няколко кабриолета с твърд покрив. Друга фирма, „Artz“, произвежда няколко различни варианта Audi quattro, сред които и комби версия, както и лимузина на базата на Audi 80, но с оптиката и техниката на Audi quattro. Французите от ROC произвежда няколко бройки Audi quattro с повече от 10 cm по-висок покрив за участие в Рали Дакар през 1984/1985 г.